# Jodłówka (województwo podlaskie)
Jodłówka – kolonia w Polsce położona w województwie podlaskim, w powiecie hajnowskim, w gminie Dubicze Cerkiewne.
W latach 1975–1998 miejscowość administracyjnie należała do województwa białostockiego.
Wierni kościoła rzymskokatolickiego należą do parafii św. Zygmunta w Kleszczelach.

## Zabytki
- zespół dworski, nr rej.: A-143 z 30.12.1967 i z 17.02.1986[5].
  - drewniany dwór z 1901 r.
  - park, 1890-XX